# Hagström I
Hagström I, II och III är en serie elgitarrer från Hagström tillverkade mellan 1965 och cirka 1979.

## Hagström I
Hagström I utvecklades ur modellen Hagström Kent under året 1965. Förändringen var diskret, gitarren gavs en huvudform som i allt väsentligt var en kopia av den som satt på Fender Stratocaster, och logotypen flyttades från kroppen till huvudet och gick i samtidigt från att vara gjuten i plast till att bli ett tryck. Under en period fanns övergångsmodeller där Kentgitarrer hade det nya huvudet men den gamla logotypen på kroppen. Kroppen var i övrigt av samma typ som på Kent, en vinylklädd kropp av enkelt trä med framsidan täckt av en plexiglasplatta. I stället för plektrumskydd hade modellen en plastplatta som sträckte sig under stängarna och svepte nedåt och bakåt i en båge. I denna platta var såväl de två single coil-pickuperna som gitarrens kontroller monterade. De allra första exemplaren hade också den famösa "swimming poolen", en fyrkantig fördjupning med små borrade hål liknande en högtalarfront mellan pickuperna, men denna försvann senare.
De första Hagström I hade två ovala single coil-pickuper, men någon gång mellan 1965 och 1967 fick de nya, mer rektangulära pickuper av samma typ som användes på Hagström Viking.  
Totalt tillverkades drygt 6 000 Hagström I fram till 1971 då modellen lades ned.

## Hagström II och III

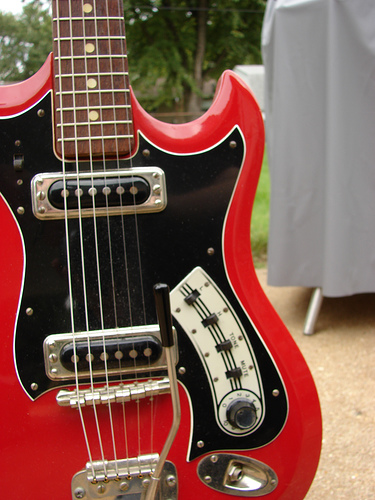
Hagström II (gamla pickupmodellen)

Introduktionen av Hagström II (HII) och Hagström III runt 1965 markerade att skifte i Hagströms image. Från femtiotalets glittergitarrer och plasterans Hagström Kent blev gitarrerna solidare och mer aggressiva i sin framtoning. HII och HIII hade en kroppsform som påminner om Gibson SG med en svagt asymmetrisk dubbel cut och spetsiga horn, och de var dessutom tillverkade i solid mahogny.
Skillnaden mellan dem var framförallt att HIII hade tre pickuper medan HII hade två. Pickuperna var av den gamla ovala single coil-typ som användes på Kent monterade på metallkragar och skruvade i ett stort plektrumskydd mycket likt det som satt på Kent. Kontrollerna på HII var desamma som på Kent medan HIII hade ett extra skjutreglage för den tredje pickupen och ytterligare en kontroll för något som gick under namnet "Top". Ytterligare ett skjutreglage för på/av var placerat ovanför strängarna.
Kabelkontakten var nu inte längre en del av plektrumskyddet utan monterades med en separat förkromad metallförskoning som på en Stratocaster. Båda hade ett så kallat "finetune" svajstall av Hagströms eget fabrikat.
HII och HIII producerades som en reguljär del av Hagströms modellprogram fram till 1972, därefter producerades modellerna sporadiskt. Ett antal HII producerades åren 1975 och 1976, ett antal HIII producerades 1977. Totalt tillverkades 9 015 Hagström IIs och 11 490 Hagström III-gitarrer. 
I USA såldes HII under beteckningen F-200 Futura, och Hagstrom III under namnet F-300 Futura. 

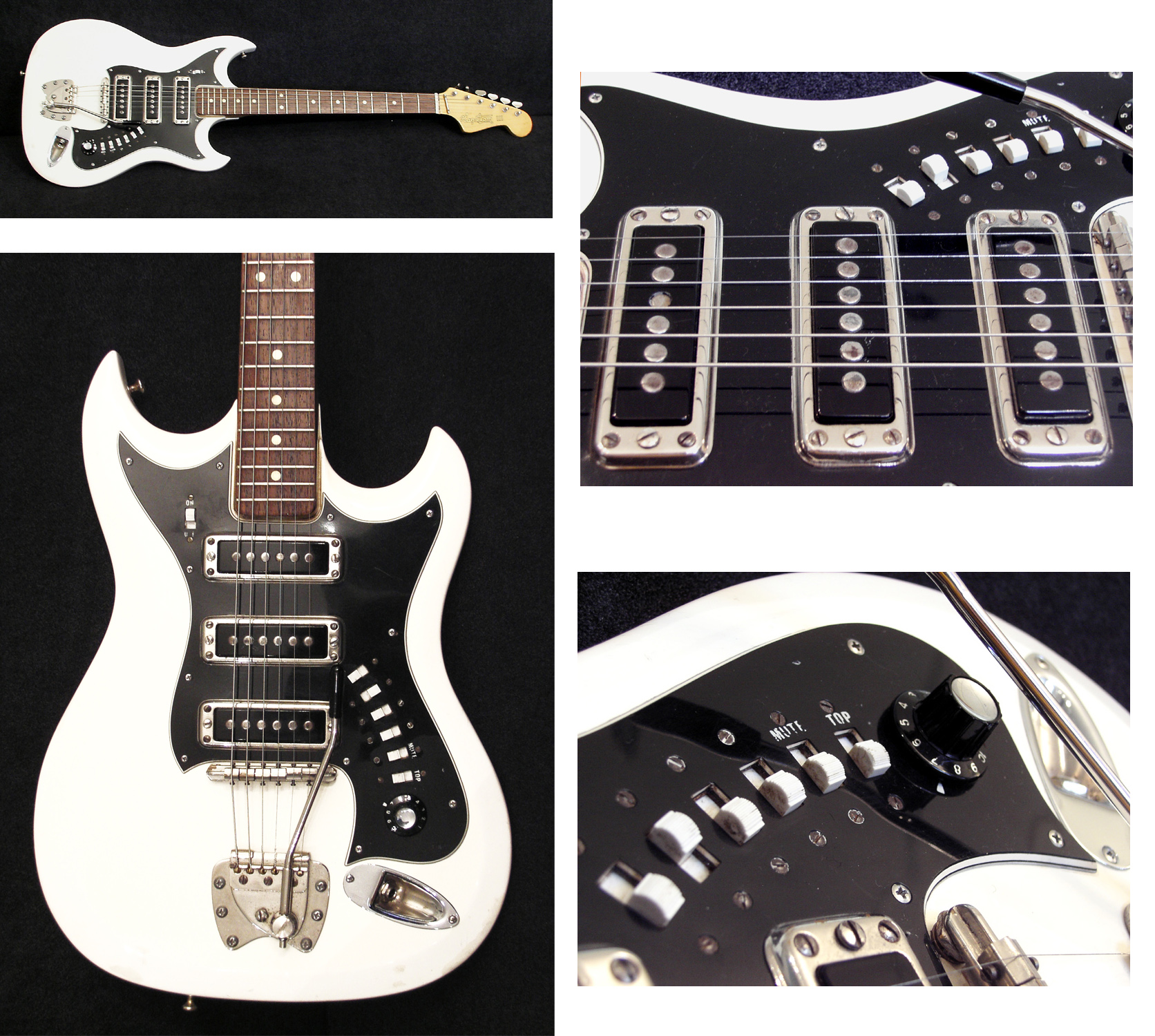
Hagström III (nya pickupmodellen)

## Hagström 12
Mellan 1966 och 1967 producerade Hagström en av sina mer berömda gitarrer, en tolvsträngad variant av HII kallad Hagström 12. Denna modell var baserad på Hagström II, men hade inget svajstall, lite större single coil-pickuper och naturligtvis ett större 6+6-huvud med lite mer Gibson-liknande form.
Hagström 12 presenterades i reklamen av Frank Zappa och användes av David Bowie på skivan Space Oddity.